# Adelheid II van Vexin
Adelheid van Vexin (Adèle/Adélaïde de Valois) was een dochter van Rudolf IV van Vexin (1021-1074) en Adelheid van Boves (1010-1053).
Ze was eerst getrouwd met Herbert IV, graaf van Vermandois, en samen hadden ze de kinderen:
1. Adelheid, gravin van Vermandois, getrouwd met Hugo
2. Odo I, graaf van Vermandois

Daarna was zij getrouwd met Theobald III, graaf van Blois-Chartres en samen hadden ze de kinderen:
1. Filips, 1093 bisschop van Chalon-sur-Marne[3]
2. Odo III van Troyes, die bezittingen in Champagne (Troyes) erfde. Na zijn overlijden in 1093, gingen deze bezittingen over naar zijn broer Hugo.
3. Hugo I van Champagne[3], de eerste graaf van Champagne.
4. Hawise van Guingamp, vrouw van Stefen, graaf van Tréguier.[4]

## Aantekeningen
1. ↑  Bautier 1985, p. 554.
2. ↑  Evergates 2007, p. 248.
3. 1 2  Evergates 2007, p. 268.
4. ↑  Morin 2010, p. 184.

- Dit artikel of een eerdere versie ervan is een (gedeeltelijke) vertaling van het artikel Adele of Valois op de Engelstalige Wikipedia, dat onder de licentie Creative Commons Naamsvermelding/Gelijk delen valt. Zie de bewerkingsgeschiedenis aldaar.